# Den Gouden Harynck
Den Gouden Harynck is een restaurant in het centrum van de Belgische stad Brugge. De eigenaar en chef is Philippe Serruys. Het restaurant werd geopend in 1977. 
Het pand is een samenstelling van oorspronkelijk 19e-eeuwse huisjes en vormt nu een dubbelhuis op L-vormige plattegrond onder een afgewelfd schilddak met Vlaamse pannen. Boven de deur treft men een gevelsteen aan die een goudkleurige haring uitbeeldt.
Sinds 1996 heeft het restaurant een Michelinster. Het restaurant haalt in de culinaire gids GaultMillau een score van 17/20.
Op 21 februari 2022 kondigden de eigenaars aan dat ze december 2022 de zaak sluiten. In de Michelingids 2022 werd de zaak dan ook niet meer opgenomen.